# Vejle Musikteater
Vejle Musikteater er en bygning nær Vejles bymidte, der blev indviet i 1993.
Teatret er bygget som et klassisk west-end teater med to hovedbalkoner og to sidebalkoner.
Teatret har to sale: Store Sal med 1134 stole, der har faciliteter til at spille alle store forestillinger og Jacob Gadesalen (opkaldt efter bysbarnet Jacob Gade), som er en konference- og koncertsal med kapacitet op til 280 personer.
Vejle Musikteater huser både smalle forestillinger, amatørteater, store musicalopsætninger samt koncerter og stand-up comedy.
Teatret er nabo til Vejle Kunstmuseum og er ligeledes placeret ved Byparken.
Teatret har 61 ansatte.

## Reference
1. ↑  "Vejle Musikteater". Trap Danmark (lex.dk online udgave).
2. ↑  www.proff.dk Antal ansatte. Hentet 2024-01-30.

55°42′36.24″N 9°31′52.59″Ø / 55.7100667°N 9.5312750°Ø